# Daniela Avila Villa
Daniela Avila Villa (4 gennaio 2006) è una nuotatrice artistica messicana.

## Palmarès
- Mondiali giovanili:

Lima 2024: argento nella gara a squadre programma acrobatico

### Coppa del Mondo
- 1 podio:
  - 1 terzo posto (1 nel duo)